# Louis Marc (Schwimmer)
Auguste Jean Baptiste Louis Joseph Marc (* 27. Juli 1880 in Aubers; † unbekannt) war ein französischer Schwimmer und Wasserballspieler.

## Karriere
Marc nahm 1900 an den Olympischen Spielen in Paris teil. Im Wettbewerb über 200 m Hindernis erreichte er den zehnten Rang im Finale. In der Disziplin des Unterwasserschwimmens wurde er Achter. Für die Wettbewerbe über 200 m Rücken und 1000 m Freistil war der Franzose ebenfalls gemeldet, trat aber nicht an. Mit der Mannschaft von Pupilles de Neptune de Lille nahm er außerdem am Wettbewerb im Wasserball teil. Hier gewann das Team Bronze.